# Alcis karafutonis
Alcis karafutonis là một loài bướm đêm trong họ Geometridae.